# Metavargula iota
Metavargula iota är en kräftdjursart som beskrevs av Louis S. Kornicker 1975. Metavargula iota ingår i släktet Metavargula och familjen Cypridinidae. Inga underarter finns listade i Catalogue of Life.